# Paramesodes annamae
Paramesodes annamae är en insektsart som beskrevs av Wilson 1983. Paramesodes annamae ingår i släktet Paramesodes och familjen dvärgstritar. Inga underarter finns listade i Catalogue of Life.